# 李續
李续（?—?），史书误作李绩。十六国时范阳郡（治今河北涿州）人，字伯阳。李产之子。
开始随父仕后赵，弱冠时为郡功曹。历任州主簿。转任幽州别驾。石虎亲征段辽，兵至范阳，军供不及，范阳太守惶恐逃避，李绩劝说石虎，太守免於受责。李续投奔前燕，得到慕容儁赏识，授太子中庶子、司徒左长史。对慕容儁说太子慕容暐喜好游猎音乐，被慕容暐衔恨。慕容暐即位时，慕容恪辅政，屡请慕容暐遵先王遗命，以李续为尚书右仆射，慕容暐不许，出为章武郡太守，李绩忧虑而死。其子李崇。